# مایکل کدنم
مایکل کدنم (به انگلیسی: Michael Cadnum) شاعر و رمان‌نویس آمریکایی متولد ۱۹۴۹ است. او تاکنون بیش از سی کتاب برای بزرگسالان، نوجوانان و کودکان نوشته‌است. بیشتر شهرت او برای خلق آثار داستانی پر از تعلیق برای بزرگسالان و ادبیات داستانی نوجوانان بر اساس اساطیر، افسانه‌ها و شخصیت‌های تاریخی است.

## ترجمه آثار به فارسی
- تلفن زدن به خانه (۱۹۹۱) ترجمه فارسی وقتی مستی پرید (رمان) ترجمه: ناهید رشید؛ نشر آسیم